# Czernidłówka ciemnooczkowa
Czernidłówka ciemnooczkowa (Coprinopsis krieglsteineri (Bender) Redhead, Vilgalys & Moncalvo) – gatunek grzybów należący do rodziny kruchaweczkowatych (Psathyrellaceae).

## Systematyka
Pozycja w klasyfikacji według Index Fungorum: Coprinopsis, Psathyrellaceae, Agaricales, Agaricomycetidae, Agaricomycetes, Agaricomycotina, Basidiomycota, Fungi.
Po raz pierwszy opisał go w 1987 r. Harold Bender. Badania z zakresu filogenetyki molekularnej wykazały, że rodzaj Coprinus nie był taksonem monofiletycznym i należy go rozbić na rodzaje. W 2001 r. Scott Alan Redhead, Rytaj J. Vilgalys i Jean-Marc Moncalvo przenieśli Coprinus krieglsteineri do rodzaju Coprinopsis. W 2025 r. Komisja ds. Polskiego Nazewnictwa Grzybów przy Polskim Towarzystwie Mykologicznym zarekomendowała polską nazwę „czernidłówka ciemnoczkowa”.

## Morfologia
Kapelusz
Młody, jeszcze zamknięty owocnik ma kształt elipsoidalny lub cylindryczno-elipsoidalny i wymiary 8–20 × 4–7 mm, potem staje się dzwonkowaty lub stożkowaty, szarobrązowy, ciemny w środku i osiąga wymiary do 15–30(–40) mm. Powierzchnia biała do jasnoszarej z orzechowo-brązowym środkiem, bledsza ku brzegowi, pokryta bardzo cienką, pajęczynowatą, jedwabistą osłoną, przy brzegu gęstszą.
Blaszki
L = ok. 40, l = 0–3, wolne, najpierw białe, potem brązowe, w końcu czarne.
Trzon
O wysokości do 80 mm i średnicy 1–2 mm, podstawa równa lub zwężająca się i ukorzeniająca, powierzchnia biała, gęsto i drobny kłaczkowata.
Cechy mikroskopowe
Bazydiospory 9,7–14,1 × 5,8–7,2 µm, podłużne, elipsoidalne lub jajowate z zaokrągloną podstawą i wierzchołkiem oraz centralną, ciemnoczerwonobrązową porą rostkową o szerokości ok. 1,4 µm; Q = 1,65–2,05. Podstawki 22–43 × 9–11 µm, 4-zarodnikowe, otoczone 4–6(–7) pseudoparafizami. Pleurocystydy 70–160 × 28–55 µm, prawie cylindryczne lub podłużne. Cheilocystydy 35-115 × 18-45(-55) µm, elipsoidalne (często stożkowate), prawie kuliste, szeroko workowate lub prawie cylindryczne. Strzępki osłony 50–150(–200) x 9–18 µm, tworzące krótkie łańcuchy zawierające do 4 cylindrycznych elementów; komórki końcowe często nieco wrzecionowate; elementy osłony na trzonie często dywertykulacyjne. Obecne sprzążki.

## Występowanie i siedlisko
Podano stanowiska w niektórych krajach Europy, w Polsce także.
Saprotrof rozwijający się na resztkach drzewnych.